# Mezentia
Mezentia is een geslacht van rechtvleugeligen uit de familie Romaleidae. De wetenschappelijke naam van dit geslacht is voor het eerst geldig gepubliceerd in 1878 door Stål.

## Soorten
Het geslacht Mezentia omvat de volgende soorten:
- Mezentia cutteri Rehn, 1938
- Mezentia gibbera Stål, 1878
- Mezentia proracerca Rowell, 2012
- Mezentia prymnocerca Rowell, 2012